# Shayne Skov
Pour les articles homonymes, voir Skov.
(en) Statistiques sur pro-football-reference
Shayne Miller Skov, né le 9 juillet 1990 à San Francisco en Californie, est un joueur américain de football américain évoluant au poste de linebacker.
Il étudie à l'université Stanford et joue alors pour le Cardinal de Stanford.
En vue pour la Draft 2014, il n'est cependant pas sélectionné. Il signe un contrat en tant qu'agent libre avec les 49ers de San Francisco. Il continue ainsi à demeurer dans la région de la baie de San Francisco où il est né et a étudié. À la fin de la présaison, il intègre l'équipe d'entraînement des 49ers.
Il a l'habitude de se maquiller le visage lors de ses matchs.

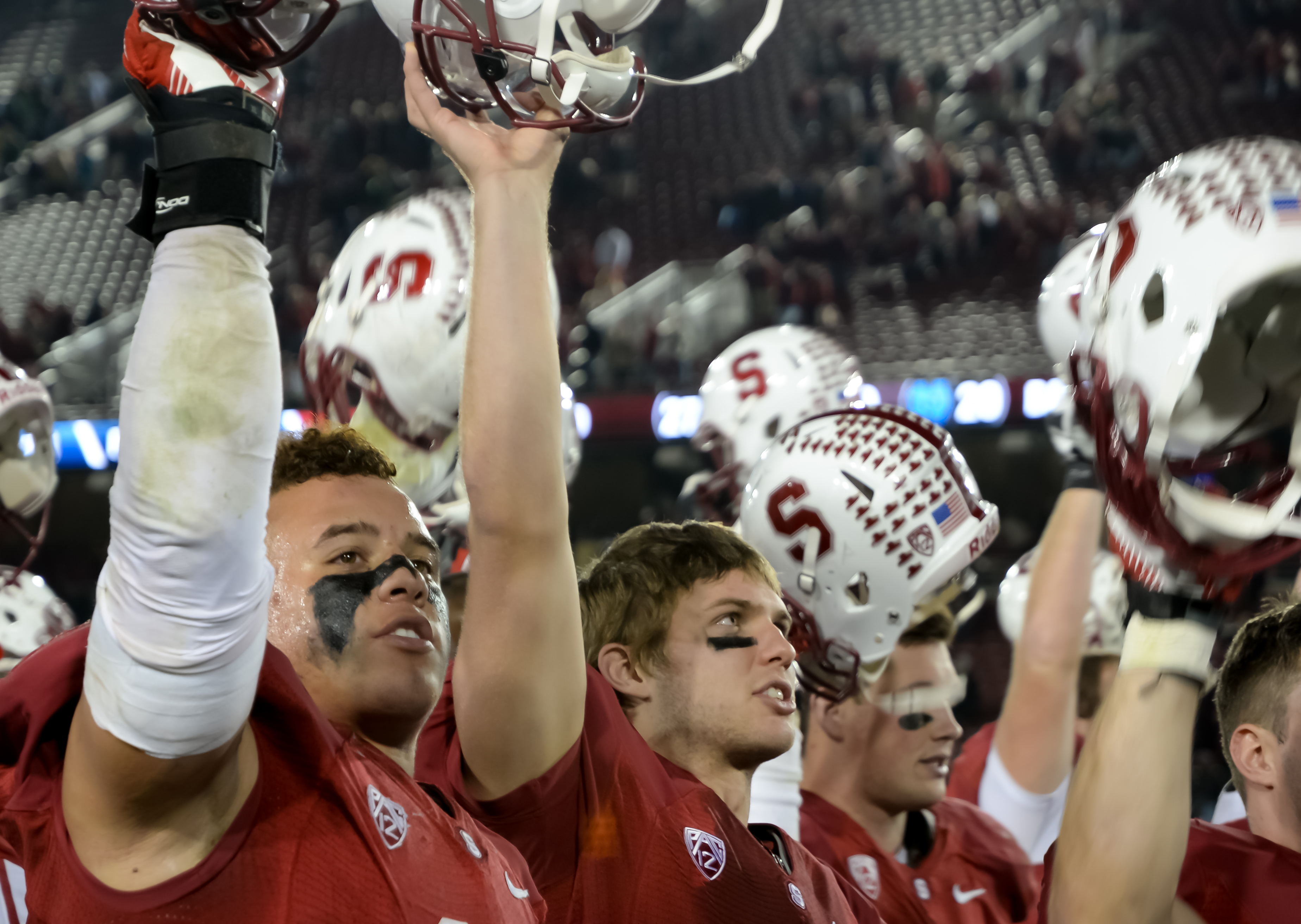
Shayne Skov avec des coéquipiers du Cardinal de Stanford.